# Sønderbæk (Randers Kommune)
 For alternative betydninger, se Sønderbæk. (Se også artikler, som begynder med Sønderbæk)
Sønderbæk er en by i Østjylland med 205 indbyggere i byområdet (2017), beliggende 6 km øst for Hammershøj, 8 km syd for Fårup og 14 km nordvest for Randers. Byen hører til Randers Kommune og ligger i Region Midtjylland.
Sønderbæk har under 200 indbyggere, som er Danmarks Statistiks kriterium for en by, men da den tidligere har ligget over grænsen, betragtes den stadig som en by.
Sønderbæk hører til Sønderbæk Sogn, og Sønderbæk Kirke ligger i byen. I 1970-2006 hørte sognet til Purhus Kommune.

## Faciliteter
- Den tidligere Sønderbæk Skole er nu Fussingø-Egnens Friskole med 112 elever, fordelt på 0.-8. klassetrin. Friskolen har desuden børnehave med 35 børn på 3-6 år og vuggestue med 20 børn mellem 7 måneder og 3 år. Der er 23 ansatte.[2]
- Sønderbæk Forsamlingshus har to sale med plads til hhv. 100 og 40 personer.[3]

## Historie
Det ældste hus i Sønderbæk er et bindingsværkshus, som er dateret til 1765. Det er stuehuset fra en 4-længet gård. Fra 1916 til 1972 fungerede huset også som telefoncentral. Lige ved siden af lå den oprindelige smedje, som grundlovsdag 2008 brændte ned, men er genopbygget.
I 1901 beskrives Sønderbæk således: "Sønderbæk med Kirke, Skole, Forsamlingshus (opf. 1888), Andelsmejeri, Købmandshdl. og Teglværk" Andelsmejeriet Bofferhøj blev stiftet 2. maj 1897 og blev opkaldt efter en bronzealderhøj i nærheden. Mejeriet eksisterede indtil 1. oktober 1967.

### Stationsbyen
Sønderbæk havde station på Mariager-Fårup-Viborg Jernbane (1927-65). Stationen lå ensomt lidt nord for byen. Stationsbygningen er bevaret på Plantagevej 4.
Byen har stadig flere bygninger, som tidligere var forretninger: Der var bageri på Byvejen 15, brugs på Byvejen 10b, cykelsmed på Rejstrupvej 9 og købmand på Rejstrupvej 12.